# Turčiansky Ďur
Turčiansky Ďur – wieś (obec) na Słowacji położona w kraju żylińskim, w okręgu Martin. Pierwsze wzmianki o miejscowości pochodzą z roku 1352.
Według danych z dnia 31 grudnia 2010, wieś zamieszkiwało 180 osób, w tym 98 kobiet i 82 mężczyzn.
W 2001 roku rozkład populacji względem narodowości i przynależności etnicznej wyglądał następująco:
- Słowacy – 99,47%